# Făget (okręg Prahova)
Făget – wieś w Rumunii, w okręgu Prahova, w gminie Drajna. W 2011 roku liczyła 296 mieszkańców.